# Џули Гибсон
Џули Гибсон (рођена као Гладис Камил Сореј, 6. септембар 1913 – 2. октобар 2019) била је америчка певачица, радио-телевизијска и филмска глумица, вокална уметница и тренер . Имала је каријеру у филмовима 40-их година. Гибсон која се пензионисала 1984. године, позната је по свом умећу у Три спадала.

## Младост
Гипсон је рођена у Луистону, Ајдаха,као ћерка Гравера Кливленда Сореја и Мeд.М.(рођена Перегрин) Сореј. 
Завршила је средњу школу „Лустон". 
Она и њена старија сестра Реј су забавњале локалне драматике и музичке заједнице, тако што би Џули певала, а њена сестра свирала укулеле у хармонији на сцени са тачком познатом као „Камоли Сојер и њене пријатељице" која се одржавала у Гранд Театру.

## Каријера
Гибсон се, након наступа у Виктор клуб у Портланду, придружила оркестру Боба Јанга као солиста 1935. године наступајући за радио станицу КСЛ у Салт Лејк сити-у и, након победе у потрази за талентом, придружио се Еди Дукхин оркестру плаћајући синдикалним емисијама из Лос Анђелеса. Приметила је певање с оркестром Џимија Грира 1937. године. Исте године придружила се радијској емисији Џоа Пенера. Свој први филмски наступ у малим улогама у филмовима Лепа девојка и Женски додир (доба 1941).  Њена прва улога била је у филму „Lucky cowboy" из 1944. године. Након тога уследила је серија главних улога у таквим филмовима као што су „Chick carter", „Detective", „Bowery buckaroos" и "Are you with it?" Такође се појавила у филмовима „Three smart saps" и „Sock-a-bye baby".
Педесетих година прошлог века Гибсонова каријера била је пребачена углавном у средње величине на мање споредне улоге у филмовима и на телевизији. Шездесетих година прошлог века она је била надзорник дијалога у дванаест епизода телевизијског ситкома Породична афера. Такође је радила као тренер акцента како би помогла глумцима у филмовима да прикладно говоре о својим позадинама. Гибсон је у неким филмовима "позајмљивала гласове" за Бети Хатон и Дајану Лин Такође је отишла у Европу и "позајмљивала" гласове на енглеском за стране звезде у италијанским и француским филмовима.

## Приватни живот
Дана 18. марта 1939. године Гибсон се удала за водитеља Бенда Џимија Гриера у месту Туцсон у Аризони. Тужила се за развод од њега у октобру 1940, а развод је одобрен 26. новембра 1940. Њен брак са Дејаном Дилманом завршио је разводом 1967. Била је удата за глумца и филмског режисера Чарлса Бартона од 1973. до његове смрти 1981. Није имала деце. Гибсон је интервјуисао часопис „The three stooges" 2004. године. Прославила је свој 105. рођендан у септембру 2018. Гибсон је умрла у сну у северном Холивуду, Лос Анђелес, 2. октобра 2019, у 106-ој години.